# Project Zomboid
Project Zomboid — компьютерная игра на стыке жанров survival horror и компьютерной ролевой игры с открытым миром, разработанная и изданная независимой студией The Indie Stone. Игра выполнена в изометрической графике.
Действие игры происходит в постапокалиптической зоне отчуждения вымышленного округа Нокс, штат Кентукки, США. В качестве основных особенностей будущей игры разработчики называют открытый меняющийся мир, развитую систему изготовления полезных вещей, необходимость сотрудничать с другими персонажами, бороться с голодом, травмами, депрессией и паранойей.

## Игровой процесс
Новая игра начинается с создания персонажа. Здесь игрок волен выбрать такие вещи как имя, пол, причёску, начальную одежду, а также наличие бороды и волос на груди у персонажа-мужчины. Затем начинается создание характера и частично предыстории вашего персонажа. Можно будет выбрать кем работал персонаж до зомби-апокалипсиса — это будет влиять на некоторые навыки (например, бывший полицейский лучше обращается с огнестрельным оружием, плотник лучше справляется с возведением защитных сооружений, санитары успешнее залечивают раны, повара качественнее готовят и т. д.). Затем имеется возможность выбора положительных и отрицательных черт персонажа. За отрицательные черты (ожирение, лень, близорукость, хроническая усталость, частая жажда и т. п.) начисляются очки, которые потом можно будет потратить на выбор положительных черт (везение, ловкость, высокая сила, высокая сопротивляемость болезням и т. п.). После этого создание персонажа закончено и он оказывается в любом случайном доме в выбранной начальной точке (Вест-Поинт, Малдро, Роузвуд, Риверсайд). Зомби-апокалипсис уже начался, и игроку предстоит выживать. Игрок не стеснён в выборе средств или методов выживания. Можно мародёрствовать и грабить, а можно попытаться собирать все материалы самому и построить настоящую крепость, чтобы дать отпор голодным зомби. Помимо того, что персонаж борется с основным врагом — зомби, он также нуждается в еде, воде, сне, отдыхе, развлечении и т. д. Так, например, игнорирование скуки может привести к глубочайшей депрессии.
Постепенно в игре повышается сложность — активность зомби возрастает, электричество и водоснабжение отключаются, а продукты портятся, но игрок способен заменить это импровизированными средствами, которые позволяет делать игра — готовить еду на костре, собирать дождевую воду, выращивать продукты самому, находить генераторы, но даже несмотря на это спастись в игре невозможно, и все равно любые действия сходятся к тому, что персонаж рано или поздно погибнет, и не обязательно от рук зомби. Вопрос только — когда и как. Об этом пессимистично говорит слоган в начале каждой новой игры: «Это история вашей смерти».

### Многопользовательская игра
Официальный мультиплеер стал доступен в версии Build 41, однако изначально он поддерживал создание лобби лишь до 16 игроков. В обновлении Build 41.61 максимальное количество участников было увеличено до 32. Многопользовательский режим по игровому процессу схож с одиночной игрой, но игроки могут включать PvP-режим и сражаться друг с другом. Игра поддерживает как локальные серверы, так и глобальные, доступные через общее меню серверов.

## Сюжет
Действия игры разворачиваются в округе Нокс и Луисвилле, штате Кентукки, США. После произошедшей эпидемии огромная часть населения округа заразилась неизвестным вирусом и превратилась в зомби. Немногим уцелевшим в первые дни эпидемии придётся бороться за выживание в тяжёлых условиях зомби-апокалипсиса. За одного из выживших и играет сам игрок. Игра не имеет какой-то определённой концовки, в неё невозможно выиграть и закончится она, когда погибнет персонаж игрока. Насколько поздно и каким образом это произойдёт, зависит только от умений самого игрока.

## Разработка
28 мая 2011 года была опубликована ранняя демоверсия игры, в общих чертах представляющая игровой процесс, доступ к ней предоставлялся только покупателям других игр The Indie Stone. 19 июня 2011 года в связи с высоким интересом к игре и распространением взломанной коммерческой демоверсии была выложена бесплатная демоверсия.
Разработчики планируют финансирование разработки аналогичное схеме, принятой для ранних версий Minecraft. Пользователь, купив игру один раз, получает доступ ко всем будущим обновлениям улучшающим игровой процесс и обогащающим мир игры, которые планируется выпускать регулярно.
Обозреватель журнала PC Gamer в превью игры прокомментировал: «Обречённый нигилизм редко бывает таким амбициозным», выразив надежду на грядущую популярность игры — в том случае, если разработчикам удастся реализовать обещанное. Автор превью на сайте Rock, Paper, Shotgun отметил большой потенциал игры и то, как многого уже удалось достичь разработчикам.